# Dercetisoma concolor
Dercetisoma concolor es una especie de insecto coleóptero de la familia Chrysomelidae. Fue descrita en 1889 por Jacoby.